# Traminda viridipennaria
Traminda viridipennaria là một loài bướm đêm trong họ Geometridae.